# Charana (geslacht)
Charana is een geslacht van vlinders van de familie Lycaenidae.

## Soorten
- C. cepheis De Nicéville, 1895
- C. lumawigi Scröder, 1976
- C. mandarinus (Hewitson, 1863)
- C. splendida Moulton, 1911